# 7 Things
"7 Things" é o primeiro single do álbum Breakout, da cantora Miley Cyrus. Foi lançado como single em maio de 2008. Miley desenvolveu a canção enquanto estava em turnê com a Best of Both Worlds Tour, ao sentir emoções numerosas por um ex-namorado que muitos alegavam ser o cantor Nick Jonas dos Jonas Brothers com quem namorou em 2008.
"7 Things" recebeu críticas mistas dos críticos, mas fez sucesso comercial em todo o mundo, tornando-se um hit top 100 nas paradas na Austrália, Japão, Noruega e Estados Unidos. O single foi certificado ouro pela Australian Recording Industry Association (ARIA), enquanto a sua aparição na Japan Hot 100 fez "7 Things" ser a primeira canção de Cyrus a se destacar em um país asiático. O clipe da canção foi dirigido por  Brett Ratner e foi indicado ao MTV Video Music Awards em 2008 e 2009. Miley interpretou a canção nas turnês Wonder World Tour de 2009 e na Gipsy Heart Tour de 2011.

## Descrição da canção
Foi escrito por Cyrus, Antonina Armato e Tim James, todos que também escreveram o hit de Miley, See You Again, e muitas outras músicas para o CD Hannah Montana 2: Meet Miley Cyrus. A canção é adorada por muitos jovens, pois fala dos namoros e desse tipo de coisas que os jovens discutem.
Na canção, Cyrus enumera sete coisas que ela odeia sobre um ex-namorado. Também descreve a dor de uma recente separação. Ela acusa o garoto de sentir coisas por outras garotas, escrito no verso "You love me, you like her". No final, ela enumera sete coisas que ela gosta sobre o ex-namorado.
Correm boatos de que a música foi escrita para Nick Jonas, devido á recente separação e o fato de Miley usar no videoclipe um colar dado por Nick com o símbolo da diabetes, doença da qual ele sofre.
De acordo com uma revisão, "7 Things" é pop punk em versos com um coro, resultando em um 
estranho, mas divertido híbrido de Natalie Imbruglia "Torn" e "Just A Girl" do No Doubt. Billboard descreveu que a canção combina o estilo de Avril Lavigne e com o do seu pai, Billy Ray Cyrus.
Em uma entrevista a uma rádio norte-americana, Miley já admitiu, chorando, que "7 Things" é realmente para o seu ex-namorado Nick Jonas. Mais recentemente, o próprio Nick disse que a música era para ele, depois de ter negado várias vezes.
Mesmo depois de várias declarações de amor e desapontamento, Nick e Miley (conhecidos popularmente como Niley) ele terminou com ela no Ano Novo.
Após várias especulações, o casal voltou a namorar, e o irmão de Nick Jonas, foi quem confirmou isso a imprensa.
Nick e Miley reataram 1 semana após do fim de seu namoro com o modelo Justin Gaston.
"7 Things" não é única música de Breakout sobre o Nick, a outra é Goodbye e também "Full Circle". Nick já escreveu e gravou com seus irmãos músicas sobre a Miley, como Sorry e "Can't Have You", do álbum A Little Bit Longer. Essa cançao é um grance sucesso.

## Informação da Airplay
- 7 Things estreou na Rádio Disney no dia 12 de maio de 2008.
- A canção faz uma grande estréia no Top 100 da Mediabase pop airplay chart e é atualmente a 57.
- Cyrus cantou o single no concerto de Zootopia, na East Rutherford, New Jersey no dia 17 de maio de 2008.

## Vídeo Musical
Foi dirigido pelo diretor Brett Ratner, que recentemente dirigiu o clipe Touch My Body, da cantora Mariah Carey. Imagens promocionais foram lançadas no dia 2 de Junho de 2008. Foi lançado oficialmente no canal Disney Channel, no dia 28 de Junho de 2008 às 7:55 da noite.
O vídeo mistura ela mesma (Cyrus) e outras garotas de coração partido usando palavras da música para "atacar" os exs. (Uma dessas garotas é a atriz Nicola Peltz que fez uma breve aparição no clipe).
Hoje, o clipe passa de 206 milhões de visualizações. Sendo também o quarto videoclipe mais visto da história da carreira de Miley.

## Desempenho nas paradas
Na semana que terminou em 21 de junho de 2008, "7 Things" estreou no número 85 na Billboard Hot 100. A canção subiu para o número 70 na semana que terminou 05 de julho de 2009 antes de saltar para o número 70 em sua terceira semana, devido à vendas de 130 mil downloads digitais, "7 Things" transferiu-se para o número nove na semana que terminou em 26 de julho de 2008, superando "See You Again" e tornando-se até o momento o single de melhor desempenho no Hot 100. No Canadá, a canção estreou no número 40 na semana que terminou em 05 de julho de 2008 e chegou ao número 13 na semana de 26 de julho de 2008.
"7 Things" foi também um sucesso na Austrália e Nova Zelândia. A canção fez sua estreia no Australian Singles Chart no número 38 em 17 de agosto de 2008. Depois de cinco semanas, "7 Things" atingiu o seu pico no gráfico, no número 10. A canção foi certificada ouro pelo Australian Recording Industry Association (ARIA) pelas vendas de mais de 35.000 cópias. "7 Things" estreou no número 27 sobre o New Zealand Singles Chart em 17 de agosto de 2008 e, depois de oito semanas na parada, chegou ao número 24. "7 Things" também se tornou a primeira música de Miley a traçar em um país asiático: Na semana que terminou em 27 de setembro de 2008, "7 Things" estreou no número 81 no Japan Hot 100; alcançou o número nove na semana que terminou 17 de outubro de 2008 e atingiu o seu pico no número oito na semana que terminou 24 de outubro de 2008.
No UK Singles Chart, "7 Things" fez a sua estreia no número 87 em 13 de setembro de 2008 e atingiu o seu pico no número 25 em 13 de dezembro de 2008. Na Europa continental, a canção chegou ao número 44 em Eurochart Hot 100 Singles e no número 14, na Áustria. "7 Things" estreou em número oito na parada de singles da Noruega Noruega Singles Charts em 19 de agosto de 2008.

## Desempenho Comercial
| Top (Paradas/2009)                     | Melhor posição |
| -------------------------------------- | -------------- |
| Alemanha - (Media Control AG)          | 17             |
| Austrália - (Australian Singles Chart) | 10             |
| Áustria - (Ö3 Austria Top 75)          | 14             |
| Bélgica - (Ultratop - Flanders)        | 22             |
| Bélgica - (Ultratop - Wallonia)        | 22             |
| Canadá - (Canadian Hot 100)            | 13             |
| Estados Unidos - (Billboard Hot 100)   | 9              |
| Estados Unidos - (Digital Songs)       | 4              |
| Estados Unidos - (Billboard Pop Songs) | 14             |
| Japão - (Japan Hot 100)                | 8              |
| Irlanda - (Irish Singles Chart)        | 26             |
| Noruega - (Norway Singles Chart)       | 8              |
| Nova Zelândia - (RIANZ Top 40)         | 24             |
| Portugal - (Portugal Top 50)           | 4              |
| Reino Unido - (UK Singles Chart)       | 25             |
| Suíça - (Media Control AG)             | 35             |

| País           | Associação   | Certificação | Vendas       |
| -------------- | ------------ | ------------ | ------------ |
| Austrália      | ARIA         | Platina      | + 75.000     |
| Estados Unidos | RIAA         | Platina      | + 01.800.000 |
| Canadá         | Music Canada | Platina      | + 200.000    |
| Nova Zelândia  | RIANZ        | Platina      | + 15.000     |
| Reino Unido    | RN           | Prata        | + 200.000    |